# Ушпе-Холь
Ушпе́-Холь — озеро на северо-востоке Республики Тыва, Россия.
Озеро расположено в Тоджинском кожууне Тывы. Имеет форму слегка вытянутую в широтном направлении. Входит в группу озёр Тоджинской котловины. Высота над уровнем моря — 1034 м. Площадь водной поверхности — 21,1 км², площадь водосбора — 157 км². Средняя глубина 16 м, при этом преобладают глубины 15-25 м. Длина 8,3 км, максимальная ширина — около 3,7 км. Прозрачность воды – 7,5 м, температура поверхностных слоев воды в конце июля – 17,5–19,5 °С.
В озеро впадает несколько небольших речек и ручьёв; через связанное протокой озеро Ак-Даштыг-Холь вытекает река (ручей) Сырына (Кюгрюреме) длиной 26 км, впадающая в реку Ий-Хем. Берега относительно пологие, покрыты лесом. На северном берегу озера расположено зимовье Ушпе-Холь.
Богато рыбой, водятся: щука, плотва, окунь, а также налим.
Код объекта в государственном водном реестре — 17010100111116100000363.